# Dean Carter

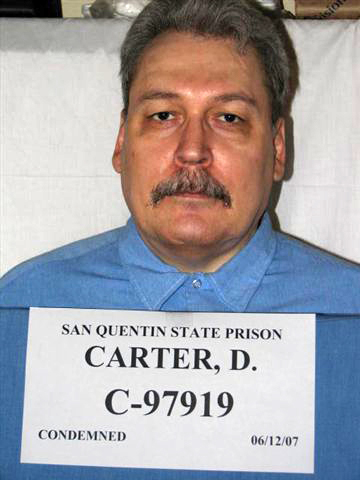
Carter im San Quentin State Prison

Dean Phillip Carter (* 30. August 1955 in Nome, Alaska) ist ein US-amerikanischer Serienmörder.

## Leben
Seine Mutter war Halb-Eskimo, der Vater ist unbekannt. Seine Kindheit verbrachte Carter in Pflegeeinrichtungen. Mit zwölf wurde er das erste Mal straffällig und saß wegen Einbruchsdelikten und Autodiebstahl als Jugendlicher sowie als Erwachsener mehrmals ein. Carter arbeitete für das Fernsehen in Alaska und ging Anfang der 1980er Jahre nach Kalifornien, um dort als freiberuflicher Kameramann sein Glück zu versuchen.
Im März 1984 folterte, vergewaltigte und ermordete er innerhalb weniger Tage fünf Frauen. Alle Opfer Carters stammten aus seinem Bekannten- oder Freundeskreis, auch zwei von ihm vergewaltigte Frauen, die seinen Angriff, drei Wochen vor seinen ersten Morden, überlebten.
Seine Vorgehensweise war stets die gleiche, meist überfiel oder lauerte er den Opfern in deren Wohnungen auf. Er bedrohte sie mit einem Messer und fesselte sie an Händen und Füßen. Einige Frauen missbrauchte er sexuell, bevor er sie zu Tode strangulierte. Eines seiner Opfer verstümmelte er zusätzlich, so dass hier die Todesursache nicht mehr genau geklärt werden konnte. Anschließend versteckte er die Leichen in einem Wandschrank, damit sie nicht sofort entdeckt würden, und raubte alles, was für ihn von Wert war.
Carter fuhr mit den gestohlenen Autos einiger Opfer zum nächsten Tatort, wo die Polizei später die Fahrzeuge in Tatortnähe sicherstellen konnte. Die Morde geschahen zwischen dem 10. und 14. April 1984 in Kalifornien, im Gebiet Los Angeles, Oakland und San Diego, was zeigt, in welchem Tempo Carter sich innerhalb der wenigen Tage bewegte, da die Tatorte mehrere 100 Meilen auseinander lagen.
Am 17. April 1984 wurde Carter auf der Interstate 40 im nördlichen Arizona vom Highway-Officer Robert Dapser auf Grund seiner schlingernden Fahrweise angehalten und kontrolliert. Ein Fernfahrer hatte dem Officer zuvor über Funk gemeldet, dass Carter seinen Truck bei Überholversuchen zweimal fast touchiert habe. Bei der Kontrolle konnte Carter sich weder richtig ausweisen, noch dem Officer die zu seinem Datsun 280ZX gehörigen Fahrzeugpapiere aushändigen. Nachdem der Officer meinte, eine verbrannte Marihuana-Zigarette im Aschenbecher des Wagens auszumachen, sicherte er Carter in seinem Patrouillenwagen, um das Fahrzeug eingehender zu durchsuchen. Im Wageninneren fanden sich Kleidungsstücke, eine Tankkarte, Küchenmesser, Schlüsselbund und ein Notizzettel mit einem Zugriffscode zum Bankkonto aus dem Besitz seiner Opfer. Der Wagen, mit dem Carter unterwegs war, wurde als der von Jillette Mills identifiziert, eines seiner Opfer. Mills wurde zusammen mit ihrer Zimmerkollegin Susan Knoll am 12. April 1984 tot in deren Wohnung aufgefunden. Bei Carter wurde 80 Minuten, nachdem er angehalten wurde, ein Blutalkoholwert von 0,78 Promille festgestellt.
Dean Carter behauptete in den zwei Prozessen gegen ihn, dass er unschuldig sei. Das Oberste Gericht von Kalifornien konnte Spermaspuren bei drei Mordopfern nachweisen, die von ihm stammten. Außerdem hinterließ er einen blutigen Handflächenabdruck in der Wohnung eines Opfers und es gibt ein Überwachungsvideo vom 13. April 1984 eines Geldautomaten, auf dem Carter das Bankkonto eines Opfers plündert. Er wurde wegen vierfachen Mordes und Vergewaltigung zum Tode verurteilt. Ein Fall wurde fallengelassen, da schon zuvor die Todesstrafe gegen ihn ausgesprochen wurde. Es gibt die Vermutung, dass er noch mehr Verbrechen begangen hat. Dean Carter sitzt seit 1985 im Todestrakt von San Quentin, Kalifornien, und wartet auf seine Hinrichtung. Auf einer von einem Freund gehosteten Webseite veröffentlicht er Kolumnen, in denen er über die Situation im Todestrakt und über das amerikanische Justizsystem schreibt.

## Opfer
- Jillette Mills, 25 – aufgefunden am 12. April 1984, Todesursache Strangulation, Los Angeles
- Susan Knoll, 33 – aufgefunden am 12. April 1984, Todesursache Strangulation, Los Angeles
- Bonnie Guthrie, 24 – aufgefunden am 12. April 1984, Todesursache Strangulation, Los Angeles
- Tok Chum Kim, 38 – aufgefunden am 13. April 1984, Todesursache nicht feststellbar, verstümmelt, Oakland
- Janette Cullins, 24 – aufgefunden am 14. April 1984, Todesursache Strangulation, San Diego